# Windmill (manga)
Windmill (ウインドミル Uindomiru), es un manga de Takashi Hashiguchi (橋口 たかし) de 1997.
Hirosawa Taki prácticamente ha crecido con una bola de bolos en sus manos. Su forma física es estupenda y podía lograr una sorprendente carrera en ese deporte - hasta que un día, una serie de sucesos azarosos le pone en contacto con un deporte que nunca antes había probado: el softball. Lo prueba, y le gusta. No sólo eso, es que es increíblemente buena en él.
- Datos: Q3569270